# Mýa
Pour les articles homonymes, voir MYA.
 (juillet 2022).
Mýa Marie Harrison, ou simplement Mýa (née le 10 octobre 1979 à Washington), est une chanteuse, actrice et danseuse américaine.

## Biographie

### Débuts
Mýa sort un premier album, Mýa, en 1998, avant de se faire remarquer en chantant le refrain de Ghetto Superstar de Pras Michel, chanson tirée de la bande originale du film Bulworth. Mais c'est lorsqu'elle chante en duo avec le rappeur Silkk the Shocker, en 1999, sur Somebody Like Me qu'elle devient réellement célèbre.
Grande admiratrice de Michael Jackson, Mýa fait une reprise de Lady In My Life (Man In My Life) dans son second album, Fear of Flying, sorti en 2000. Cet album est un véritable succès, notamment grâce au tube Case of the Ex. Elle collabore ainsi avec plusieurs artistes, dont Lisa « Left Eye », des TLC.
En 2001, elle participe au concert des 30 ans de carrière de Michael Jackson, où elle interprète notamment Wanna Be Startin' Somethin' avec Usher et Whitney Houston et enregistre une chanson aux côtés de nombreuses personnalités telles que Michael Jackson, Usher, Beyoncé, Luther Vandross, Céline Dion et Mariah Carey en réponse aux Attentats du 11 septembre 2001 appelée What More Can I Give. Entretemps, Mýa fait quelques apparitions dans des films, entre autres dans Chicago, où elle interprète le rôle de Mona.
Son troisième album, Moodring, sorti en 2003, n'atteint pas le succès escompté par la chanteuse. Elle s'oriente alors vers des collaborations et chante sur plusieurs bandes originales, comme celles de Moulin Rouge ou des Razmoket, le film.
Le 22 octobre 2007 sort l'album Liberation produit par Bryan-Michael Cox, Rick Rubin et Scott Storch, mais uniquement au Japon. La sortie internationale de l'opus est maintes fois repoussée puis, en dernier lieu, elle avait été programmée pour janvier 2008. Finalement, la sortie de cet opus est annulée en Europe, aux États-Unis, en Asie du Sud-Est et au Proche-Orient[réf. nécessaire].
Le 3 décembre 2008, la diva sort son cinquième album studio, intitulé Sugar and Spice. Encore une fois, sa sortie n'est réservée qu'au marché japonais. Le premier single extrait de cet album s'intitule Paradise et est produit par Ne-Yo. Le 21 septembre 2009, elle participe à la neuvième saison de Dancing with the Stars. Elle ira jusqu'en finale mais perdra au profit de Donny Osmond. Elle publie également une mixtape intitulée Beauty & the Streets Vol. 1.
Le 20 avril 2011 sort l'album K.I.S.S. (Keep It Sexy and Simple), uniquement au Japon.

### Depuis 2014
À partir de 2014, Mýa publie une série d'EP sur son label discographique indépendant Planet 9, With Love, qui commémore la sortie de son premier single It's All About Me, Sweet XVI pour célébrer ses 16 années dans l'industrie du spectacle, et Love Elevation Suite.
Le septième album studio de Mýa, Smoove Jones, sort le 14 février 2016. Il est précédé par les singles Welcome To My World et Team You. Smoove Jones fait ses débuts au no 30 du palmarès Top RnB/Hip-Hop Albums du Billboard le 5 mars 2016. Un succès critique, il est nommé d'un Grammy du « meilleur album RnB » lors de la 59e cérémonie. En début septembre 2017, Mýa annonce la sortie prochaine d'un nouveau single intitulé Ready for Whatever, mais ne donne pas de date de sortie. Ready for Whatever sort le 22 septembre 2017 comme le premier single de son prochain projet de studio. Moins de deux mois plus tard, Mýa sort Ready, Part II comme le deuxième single le 25 novembre 2017. Le 14 février 2018, Mýa sort You Got Me comme troisième single de son prochain album studio TKO (The Knock Out) pour célébrer le vingtième anniversaire de son premier single It's All About Me. Il est enregistré le 2 mars 2018. Elle continue à sortir une série de singles qui comprenait Damage et Knock You Out. Son treizième projet de studio, TKO (The Knock Out) sort le 20 avril 2018 pour célébrer l’anniversaire de son premier album Mýa (1998). Un nouveau single intitulé G.M.O. (Got My Own) avec Tink sort le 31 août 2018. Mýa sera la vedette d’une nouvelle série de téléréalité VH1, intitulée Girls Cruise avec Lil' Kim et Chilli. Elle devrait être présentée en première le 15 juillet. 
En février 2019, Harrison publie With You pour honorer l’anniversaire de son premier single. Environ, deux mois plus tard, Down est publié pour célébrer le premier anniversaire de TKO (The Knock Out). Le mois suivant, Mýa publie Open le 13 mai 2019. En juin, elle publie la collaboration riddim Handsfree avec l'artiste de dancehall Ding Dong. Harrison annonce qu’un nouveau single Whine devrait bientôt sortir.

### 2025: Le retour de Mýa
Le 9 mai 2025, la chanteuse sort son nouveau single "Face to Face" en partenariat avec Virgin Music Group. Le 9 juin 2025, elle interprète "Case of the Ex" aux BET Awards 2025 dans le cadre de l'hommage rendu à 106 & Park et à son vingt-cinquième anniversaire. Le lendemain, elle sort son premier single "Give It to You", inspiré des années 80, issu de son prochain album studio.

## Style musical et influences

### Voix et composition
« Je suis simplement heureux d’être ici. Je pense qu’étant un jeune artiste, qui commence tout juste à l’école secondaire, ce que les enfants écoutent, c’est de la musique de club. On n’est pas forcément trop profond ou on ne chante pas comme Aretha Franklin. Ce n’est même pas ce dont la musique parle vraiment aujourd’hui. C’est triste, mais je veux faire un peu de sexe, être fabuleux ou insolent. Je veux vraiment pouvoir chanter et revenir en arrière, et être un danseur d’abord m’a en quelque sorte donné un complexe que je dois pouvoir chanter, point à la ligne, avec un groupe. Si je me casse la jambe, j’aimerais donner un spectacle sans pyrotechnie et chorégraphie toutes les cinq secondes. »

— Mýa, Yahoo! Music

### Influences
Les influences musicales de Mýa comprennent Sade Adu, Janet Jackson, Michael Jackson, Stevie Wonder, Aretha Franklin, Prince, Chaka Khan, Minnie Riperton, et Madonna. Mýa loue Stevie Wonder pour sa capacité à écouter de la musique, à la jouer, à la ressentir et à la faire ressentir aux autres, et Madonna pour son audace et son courage. Mýa appelle Minnie Riperton sa chanteuse préférée et Prince son héros musical, déclarant, « C’est quelqu’un qui prend des risques. C’est un artiste polyvalent. C’est un génie[réf. nécessaire]. »
Les influences de la danse de Mýa incluent Gregory Hines, Michael Jackson, Janet Jackson, Savion Glover, Jimmy Slyde, Electric Boogaloos, Rock Steady Crew, Cyd Charisse, Gene Kelly, Fred Astaire et Sammy Davis, Jr.. Elle cite aussi Lena Horne et Liza Minnelli comme modèles.

## Discographie

### Albums studio
- 1998 : Mýa
- 2000 : Fear of Flying
- 2003 : Moodring
- 2007 : Liberation (uniquement au Japon)
- 2008 : Sugar and Spice (uniquement au Japon)
- 2011 : K.I.S.S. (Keep It Sexy and Simple) (uniquement au Japon)
- 2016 : Smoove Jones
- 2018 : TKO (The Knock Out)

### Mixtape
- 2009 : Believe

### EP
- 2014 : With Love
- 2014 : Sweet XVI
- 2015 : Love Elevation Suite

### Singles
- 1998 : My First Night
- 1998 : It's All About Me (featuring Sisqo)
- 2000 : Case of the Ex
- 2000 : The Best of Me (featuring Jadakiss)
- 2001 : Best of Me Part II (featuring Jay-Z)
- 2001 : Free
- 2001:  Lady Marmalade OST de Moulin Rouge, featuring P!nk, Lil' Kim, Christina Aguilera
- 2003 : My Love Is Like...Wo (featuring Missy Elliot)
- 2003 : Fallen
- 2007 : Lock U Down (featuring Lil Wayne)
- 2007 : Ridin
- 2008 : Paradise
- 2011 : Fabulous Life
- 2011 : Runnin' Back (featuring Iyaz)
- 2011 : Earthquake (featuring Trina)
- 2011 : Somebody Come Get This Bitch (featuring Stacie & Lacie)
- 2011 : Mr. Incredible
- 2012 : Mess Up My Hair
- 2012 : Evolve

### Featurings
- 1998 : Ghetto Superstar (Pras Michel  featuring ODB & Mýa)
- 1999 : Somebody Like Me (Silkk the Shocker featuring Mýa)
- 1999 : J.O.B (Foxy Brown featuring Mýa)
- 2000 : Girls Dem Sugar (Beenie Man featuring Mýa)
- 2003 : What More Can I Give (Michael Jackson et artistes divers)
- 2003 : Thin Line (Jurassic 5 featuring Mýa)
- 2005 : Sugar Daddy (Cuban Link featuring Mýa)
- 2005 : Forever in Our Hearts (Music for Relief)
- 2006 : No Matter What They Say (Penelope Jones featuring Mýa)
- 2007 : I Will Give It All to You (Vlad Topalov featuring Mýa)
- 2007 : I Got You (Ky-Mani Marley featuring Mýa)
- 2007 : Flippin' (Lil' Flip featuring Mýa)
- 2010 : We Are the World 25 for Haiti (artistes divers)
- 2011 : Love Is the Answer (Cedric Gervais featuring Mýa)
- 2015 : Bum Bum (Kevin Lyttle featuring Mýa)

## Filmographie

### Cinéma
- 1995 : Esprits rebelles de John N. Smith : Loretta
- 2002 : Chicago de Rob Marshall : Mona
- 2004 : Dirty Dancing 2 (Dirty Dancing: Havana Nights) de Guy Ferland : Lola Martinez
- 2004 : Shall We Dance ? de Peter Chelsom : la fiancée de Vern
- 2005 : Cursed de Wes Craven : Jenny
- 2006 : Ways of the Flesh (The Heart Specialist) : Valerie
- 2007 : The Metrosexual : Jessica
- 2007 : Cover de Bill Duke : Cynda
- 2010 : The Penthouse de Chris Levitus : Mitra

### Télévision
- 2004 : Missing : Disparus sans laisser de trace, saison 2, épisode 10 : Kira
- 2005 : NCIS : Enquêtes spéciales, saison 2, épisode 16 : Samantha « Jade » King

### Jeu vidéo
- 2004 : 007 : Quitte ou double : Mya Starling (voix originale, capture de mouvement et physique)

## Distinctions

### Récompenses
- ALMA Awards 2002 : meilleure chanson d'une bande originale pour Lady Marmalade avec Christina Aguilera, Lil' Kim et Pink
- Screen Actors Guild Awards 2003 : meilleure distribution pour Chicago
- Critics' Choice Movie Awards 2003 : meilleure distribution pour Chicago

### Nominations
- Phoenix Film Critics Society Awards 2003 : meilleure distribution pour Chicago
- MTV Movie Awards 2005 : prestation la plus effrayante pour Cursed